# CD Leganés
Club Deportivo Leganés – hiszpański klub piłkarski, grający obecnie w Segunda División, mający siedzibę w mieście Leganés leżącym w aglomeracji Madrytu.

## Historia
Klub został założony 23 czerwca 1928. Przez większość sezonów występował w niższych ligach, głównie w Tercera División. Działo się tak do 1987 roku, kiedy zespół po raz ostatni występował w tej lidze. W 1990 roku po raz pierwszy w historii awansował do Segunda División. 4 czerwca 2016 drużyna CD Leganés po raz pierwszy w historii awansowała do Primera División.
Swoje mecze Leganés rozgrywa na stadionie Municipal de Butarque mogącym pomieścić 8 tysięcy widzów. Kolory klubu to biały i niebieski.

## Sukcesy
- Mistrzostwo Segunda División: 2023/24
- Mistrzostwo Segunda B División: 1992/93.
- Mistrzostwo Tercera División: 1985/86.

## Reprezentanci kraju grający w klubie
- José Antonio Chamot
- Federico Domínguez
- Nicolás Medina
- Chupe
- Catanha
- Jordi Lardín
- Samuel Eto’o
- Pierre Webó
- Christopher Ohen
- Ariza Makukula
- Paulo Torres
- Andriej Moch